# Simon András (labdarúgó)
Simon András (Salgótarján, 1990. március 30. –) magyar labdarúgó. Testvérei, Attila és Ádám szintén utánpótlás-válogatott labdarúgók. 2007-ben az ugyancsak MTK-s Németh Krisztiánnal együtt igazolt az angol Liverpool FC tartalékcsapatához. Az Aqvital Csákvár játékosa.

## Pályafutása

### Klubcsapatokban

#### MTK
2006. október 27-én mutatkozott be az MTK felnőtt csapatában a Videoton csapata ellen. Több mérkőzésre az NB I-ben nem volt alkalma, mert 2007-ben elszerződött Angliába, a Liverpool tartalékcsapatába.

#### Liverpool
Simon sérüléseknek is köszönhetően eleinte inkább a padon foglalt helyet, és csak a tartalékcsapat utolsó mérkőzésén, 2008. április 21-én szerezte meg első liverpooli gólját.

#### Córdoba CF
2009. nyár végén Simon a spanyol Córdoba CF csapatához került kölcsön egy évre. Amikor már a kezdőcsapatba került volna, akkor éppen az U20-as világbajnokságra kellett elutaznia. Később mikor visszatért több meccsen is lehetőséget kapott, majd szerencsétlenül megsérült és elszakadt a combizma. Mire felépült már nem tudta magát beverekedni a csapatba. A Córdoba CF megtartotta volna őt, de a Liverpool úgy döntött, hogy visszarendeli Angliába.

#### Excelsior
2010 decemberében bontott szerződést a Liverpoollal, így szabadon igazolhatóvá vált. Járt próbajátékon a Győri ETO-nál, az Alemannia Aachennél és szerződtetni akarta egy görög első osztályú csapat is. 2011 februárjában igazolt a holland első osztályban szereplő Excelsiorhoz.
Fél év alatt egy mérkőzésen lépett pályára a holland élvonalban.

#### Győri ETO
A Győri ETO FC 2011. július 4-i sajtótájékoztatóján jelentette be négyéves leszerződtetését.

#### Soproni VSE
2012 tavaszán félévre a másodosztályú Soproni VSE csapatához szerződött. Mindössze 6 mérkőzésen lépett pályára.

#### Lombard Pápa
2012 őszére az első osztályban szereplő Lombard Pápa szolgálatába állt. Fél év alatt csak 5 bajnokin kapott lehetőséget, így télen visszatért a Győri ETO csapatába.

### A válogatottban
Simon tagja volt az U17-es magyar válogatottnak, amely ötödik helyen végzett a luxemburgi Európa-bajnokságon, az U19-es válogatottnak, amely bronzérmet szerzett 2008-ban a csehországi eb-n és annak az U20-as csapatnak, amely harmadik lett a 2009-es U20-as világbajnokságon.

## Sikerei, díjai

### Klubcsapatokkal
MTK
- Magyar bajnoki ezüstérmes (2007)

 Liverpool
- Premier Reserve-bajnok (2007-2008)

 Gyirmót FC
- Másodosztályú bajnok (2015-16)

### A válogatottal
- 2006-os U17-es labdarúgó-Európa-bajnokság - (Luxemburg): ötödik hely
- 2008-as U19-es labdarúgó-Európa-bajnokság - (Csehország): bronzérem
- 2009-es U20-as labdarúgó-világbajnokság - (Egyiptom): bronzérem